# Манве
Манве (на английски: Manwe) е герой от фантастичния свят на фентъзи-писателя Джон Роналд Руел Толкин. Той е един от айнурите. Манве е крал на валарите, съпруг на Варда, брат на мрачния владетел Мелкор и крал на Арда. Манве живее на върха на най-високата планина в Арда — Таникветил, където се намира неговия престол, от който управлява Арда. Той управлява въздушните течения и птиците. Манве е най-могъщият от айнурите.
 Внимание:  Текстът по-долу разкрива сюжета на произведението (или части от него)!
Манве е (след Мелкор) най-възрастния от айнурите. Той е най-близък с Илуватар и най-добре разбира неговата воля. Когато Мелкор нарушава хармонията в Песента на айнурите, Манве поема водачеството на Песента. След създаването на Арда Манве е определен за неин господар и става крал на елдарите. Манве се превръща в добър и милостив владетел, незаинтересован от своята сила. Той не разбира злото, поради което не разбира че неговия брат Мелкор е станал зъл.
Манве сам пуска брат си Мелкор от Мандос като по този начин става причина за недоверието на Феанор, отравянето на Двете дървета на Валинор, убийството на Финве, кражбата на Силмарилите и бунта на нолдорите. В произведенията на Толкин пише, че по време на Последната битка, когато Мелкор успява да избяга, Манве и Мелкор се изправят един срещу друг, но никой не побеждава.
Манве се облича в дълга синя роба, която е с цвета на очите му. Той носи сапфирен скиптър, който е направен за него от нолдорите. Любимите му елфи са ваниарите и те живеят заедно с него и Варда на върха на Таникветил.
В превод от куенийски Манве означава „добър“. Друго негово име е Сулимо. Сред неговите титли са Крал на елдарите, Владетел на Арда, Върховен владетел на Арда, Владетел на Полъха на Арда, Господар на Запада и други.

### Родословие на Манве
|        |        |        |        | Илуватар |        |  |  |       |       |       |       |       |       |  |  |       |       |       |       |       |       |
|        |        |        |        |          |        |  |  |       |       |       |       |       |       |  |  |       |       |       |       |       |       |
|        |        |        |        |          |        |  |  |       |       |       |       |       |       |  |  |       |       |       |       |       |       |
| Мелкор | Мелкор | Мелкор | Мелкор | Мелкор   | Мелкор |  |  | Манве | Манве | Манве | Манве | Манве | Манве |  |  | Варда | Варда | Варда | Варда | Варда | Варда |
| Мелкор | Мелкор | Мелкор | Мелкор | Мелкор   | Мелкор |  |  | Манве | Манве | Манве | Манве | Манве | Манве |  |  | Варда | Варда | Варда | Варда | Варда | Варда |